# Valli della Svizzera
Questo è un elenco di tutte le valli più importanti della Svizzera divise per cantone partendo da occidente a oriente.

## Neuchâtel
- Val de Travers

## Vaud
- Vallèe de Joux

## Friburgo
- Gruyère

## Berna
- Vallon Saint-Imier
- Emmental
- Simmental
- Engstligental
- Haslital
- Gadmental

## Uri
- Meiental

## Glarona
- Serntal

## Vallese
- Val de Morgins
- Val d'Illiez
- Val Ferret
- Val d'Entremont
- Val de Bagnes
- Val de Nendaz
- Val d'Hèrèmence
- Val d'Hèrens
- Val des Dix
- Val de Moiry
- Val d'Anniviers
- Valle di Zinal
- Lötschental
- Mattertal
- Saastal
- Vispertal
- Val Divedro
- Valle di Binn

## Ticino
- Val Bedretto
- Val Leventina
- Val Bavona
- Val Lavizzara
- Val di Campo
- Valle Maggia
- Val Verzasca
- Val Onsernone
- Centovalli
- Riviera
- Val Blenio
- Val Malvaglia
- Val Colla
- Valle di Muggio

## Grigioni
- Valle del Reno Anteriore
- Val Sursette
- Val Medel
- Val Lumnezia
- Val Calanca
- Val Mesolcina
- Val d'Avers
- Engadina
- Val Ferrera
- Val Bregaglia
- Val Poschiavo
- Val Monastero
- Val Samnaun
- Valle dello Spöl